# Microsoft Surface Laptop 2
La gamme Surface Laptop 2 est une série d'ordinateurs portables de la marque Microsoft Surface.
Elle contient trois ordinateurs Windows : les Surface Laptop 1, 2 et 3, et le Surface Laptop Go, plus abordable.
Le Surface Laptop 2 est un ordinateur portable de la série Surface produit par Microsoft. Dévoilé lors d'un événement à New York le 2 octobre 2018, et aux côtés du Surface Pro 6 sorti le 16 octobre 2018, il succède au Surface Laptop sorti en juin 2017. Tout en conservant un design similaire au design original de son prédécesseur, le Surface L'ordinateur portable 2 a des spécifications matérielles améliorées par rapport à lui, un nombre accru d'options de stockage et une nouvelle couleur noire mate.

## Configuration
Le Surface Laptop 2 est disponible en quatre couleurs : noir, platine, bordeaux et bleu cobalt. Les processeurs Intel Core i5 et Intel Core i7 sont disponibles. La RAM est configurable à 8 Go ou 16 Go tandis que la capacité de stockage est offerte en configurations de 128 Go, 256 Go, 512 Go et 1 To. L'ordinateur portable n'a pas d'option de stockage extensible.

## Fonctionnalités
Le système d'exploitation par défaut est Windows 10 Famille. L'affichage est un écran tactile 10 points de 13,5 pouces 2256 x 1504 pixels avec une caméra frontale HD 720p. L'ordinateur portable pèse 2,76 livres pour les modèles Intel Core i5 et 2,83 livres pour le modèle Intel Core i7.

## Matériel
Le Surface Laptop 2 comprend trois ports différents sur le côté gauche de l'ordinateur portable, un port USB-A, un port mini-écran et la prise casque. Le côté droit de l'appareil contient un port de connecteur de surface magnétique. Le Surface Laptop 2 a été critiqué pour ne pas inclure de port USB-C et de port Thunderbolt 3. [4]
Cet ordinateur portable dispose de deux haut-parleurs omnisoniques, d'une chaîne stéréo, de quelques microphones pour collecter l'audio et d'une prise casque située sur le côté gauche de l'ordinateur.
La durée de vie de la batterie de cet ordinateur portable est d'environ 14 heures et 20 minutes, [5] avec un temps de charge d'environ 3 à 5 heures.